# Numero verde
Un numero verde è uno speciale servizio telefonico che permette di effettuare chiamate addebitandone il costo interamente al destinatario. Questo servizio, tecnicamente definito "servizio di addebito al chiamato" è largamente utilizzato da molte aziende ed enti pubblici, allo scopo di fornire un recapito telefonico gratuito e favorire i contatti, abbattendo la barriera psicologica ed economica del costo della telefonata. Le compagnie telefoniche offrono inoltre dei servizi aggiuntivi alle aziende, tra cui la limitazione delle aree geografiche di provenienza della chiamata, la concentrazione o lo smistamento su più centri di raccolta e l'attribuzione di un numero semplice da ricordare.

## Tipologie
Da alcuni anni è stato creato il numero verde ricaricabile che ha azzerato tutti i costi di attivazione e gestione. Al cliente viene assegnata una numerazione 800 sulla quale viene precaricato del credito telefonico che si scarica gradualmente in base al numero, alla durata e alla provenienza e destinazione delle chiamate. Il Numero Verde destinato inizialmente alle grandi aziende diventa accessibile a ogni tipo di azienda, grande e piccola.
In Italia esistono due principali varianti del servizio: quella tradizionale e quella ricaricabile.
- Il numero verde tradizionale (introdotto già negli anni ’80) prevedeva solitamente la sottoscrizione di un contratto dedicato con canone mensile e costi di attivazione, risultando quindi accessibile soprattutto alle medie e grandi imprese. Negli anni successivi alla sua creazione, il numero verde si è affermato come strumento per imprese e PA, usato per comunicazione interna, marketing, vendite e ricerche sui consumatori.[2] Con i piani tradizionali l’azienda pagava un canone fisso indipendentemente dal traffico, in cambio di funzionalità complete (centralino IVR, deviazioni orarie, segreteria telefonica, messaggi vocali personalizzati, ecc...).
- Il numero verde ricaricabile è stato introdotto per rendere il servizio più accessibile anche alle piccole aziende. In questa modalità all’utente viene assegnato un numero 800 con un credito telefonico prepagato. Le chiamate in entrata consumano gradualmente quel credito secondo le tariffe concordate.[3]

## In Italia
Introdotto nel 1986 il numero verde, offerto inizialmente nel periodo di monopolio SIP, aveva struttura 1678-XXXXX, passata poi a 167-XXXXXX. A partire dal 1º febbraio 1999 il codice di accesso è stato convertito in 800-XXXXXX, cui si affiancano, nell'ambito del piano di numerazione nazionale, numerazioni brevi con codice 803-XXX. La scelta del codice 800 si uniforma ad altri paesi europei per analoghi servizi completamente gratuiti per il chiamante.

## Applicazioni e integrazioni
Le soluzioni di numero verde più recenti si appoggiano a infrastrutture cloud e a tecnologie VoIP, permettendo la gestione centralizzata delle numerazioni tramite interfacce web, applicazioni mobili e client softphone. Il supporto del protocollo SIP e l’interconnessione con la rete telefonica tradizionale (PSTN) consentono l’instradamento delle chiamate verso telefoni IP, app su smartphone o centralini virtuali, senza la necessità di linee fisse dedicate. Il servizio resta generalmente gratuito per il chiamante anche quando la chiamata proviene da rete mobile, ma l’accesso può essere soggetto a limitazioni imposte da singoli operatori o da specifici piani tariffari. L’uso di piattaforme cloud abilita inoltre funzionalità tipiche dei contact center (IVR, code di attesa, instradamento per skill, reportistica e integrazione con CRM), pur esponendo il servizio a vincoli tecnici quali qualità della voce dipendente dalla connettività, gestione della latenza e requisiti di sicurezza e conformità.